# Проституција
Проституција је пружање сексуалних услуга за новац или другу материјалну надокнаду.
Жена која се бави проституцијом назива се проститутка или погрдно курва, а мушкарац жиголо односно проститут. Проституција је различито регулисана у различитим законодавствима — у многим земљама је забрањена законом, док је негде правно регулисана као делатност.

## Врсте проституције
- Уличне проститутке обично раде на фреквентним местима. Обично су то железничке станице или одређене улице.
- Проститутке јавних кућа. У јавним кућама проститутке су релативно боље заштићене како здравствено тако и безбедносно. Где то није легално, постоје илегалне јавне куће у којима проститутке често раде готово као робиње.
- Кол герле (енгл. call girl), раде по сопственим становима. Састанци се заказују телефоном, одакле потиче и назив. Најчешће раде искључиво по препоруци. Оне спадају у најелитније а често и проститутке са највишим ценама.
- Куртизане жена чије љубавне везе или пружање сексуалних услуга припадницима више класе представља главни извор прихода и/или темељ њеног друштвеног положаја
- Пословна пратња (Ескорт) је најчешће закулисна проституција. Девојке, обично врло лепе, често са факултетским дипломама и знањем страних језика се унајмљују за пословне вечере или баш као што термин каже за пословну пратњу. Од девојке зависи да ли ће се састанак завршити сексом.

## Проституција и криминал
Уз проституцију редовно иду разни пороци као што је алкохолизам, наркоманија, сексуална трговина људи.

## Здравствени аспекти проституције
Статистички говорећи, популације сексуалних радника имале су и имају већу учесталост појаве инфекција ХИВ-ом а посебно сексуално преносивим болестима у односу на националне просеке. Једнострано посматрано, ризично понашање и низак ниво свести о неопходности употребе презерватива (како са стране клијената, тако и са стране сексуалних радника) главни су узроци оваквим подацима. Међутим, посебно у прошлости, а мањим делом и данас, због социјалне стигме везане за проституцију, овај слој људи је неретко добијао медицински неетичку и неадекватну здравствену заштиту, чиме је ефективно изопштен и отуђен од националних система здравствене заштите. Осим дуготрајних последица на однос према здравственим институцијама, оваква ситуација је често водила повишеном степену морбидитета услед неадекватно лечених инфекција.
Међутим, почетком 90-их година последњег века, са супранационалним здравственим организацијама и невладиним сектором као иницијаторима и главним носиоцима пројеката, почиње интензиван рад на превенцији као и поновном успостављању поверења између сексуалних радника и здравства. Овакви пројекти обухватају едукацију, саветовање, дистрибуцију презерватива, а веома често и пружање примарне здравствене заштите на терену. Ефекти оваквих акција су ретко видљиви краткорочно, али је, посебно у развијеним земљама, приметан позитиван тренд у овом смислу.
Нека од најчешћих сексуално преносивих инфекција уочених код сексуалних радника јесу гонореја, хламидија, гљивичне инфекције и стања изазвана хуманим папилома вирусом и ХИВ-ом.

## Економија, право и проституција
Тежња државе је да се проституција боље контролише како са здравственог и криминалног аспекта и зато је у многим земљама проституција легализована. Али и приходи од пореза су такође битан елеменат у размишљању о легализацији проституције.

## Проституција данас у свету

### Европске земље
У Холандији је забележен случај две сестре близнакиње које су се бавиле проституцијом 50 година, до своје 70-е године, процењено је да су имале сексуалне односе са више од 355.000 мушкараца.

#### Бугарска
У Бугарској је проституција илегална, али полиција обично не спроводи закон. 1989. било је 3.149 регистрованих проститутки у полицији; 2007. број им се скоро дупло увећао. Почетком 2007. почело се дискутовати о томе, да ли да се проституција потпуно забрани, или би је требало ограничити правним оквирима.

#### Грчка
Пошто Грчка има прилично либералан законодавни систем, правни прописи су слични онима у Немачкој, Швајцарској и Холандији. Све проститутке се морају прописно регистровати и вршити редовне здравствене прегледе.

#### Данска
Проституција у Данској је дозвољена и прихваћена у друштву, као што је случај и у осталим скандинавским земљама. Али проститутке не смеју да се издржавају само новцем стеченим радом на тај начин, већ морају доказати и приходе стечене радом изван проституције.

#### Република Ирска
У Републици Ирској је секс за новац законом строго забрањен, па представља, како за кориснике услуга тако и за проститутке, кривично дело. Свакако, проституција постоји у даблинском подземљу. Контакти са муштеријама успостављају се углавном у пабовима.

### Остали континенти

#### Бразил
У Бразилу је проституција легална и распрострањена, међутим, забрањено је „трећем лицу“ да из проституције стиче добит.

#### Тајланд
На Тајланду је проституција забрањена, али се забрана доста игнорише па се нуде услуге на многим мјестима, директно или индиректно. Дечја проституција на Тајланду је такође распрострањена, али ухваћени конзументи треба да рачунају на дугогодишње затворске казне.